# シロスの聖ドミニクス司教推戴
『シロスの聖ドミニクス司教推戴』（シロスのせいドミニクスしきょうすいたい、西: Santo Domingo de Silos entronizado como obispo、英: Saint Dominic of Silos enthroned as a Bishop）は、16世紀スペインの画家バルトロメ・ベルメホが1474-1477年に板上に油彩とテンペラで制作した絵画である。元来、ダロカ (サラゴサ県) の聖ドミニクス教会 (Iglesia de Santo Domingo de Silos) の祭壇画の中央パネルであった。アラゴンを中心に普及したスペイン・フランドル様式の画法を示す15世紀のスペイン美術を代表する作品である。1869年にマドリードの国立考古学博物館の所蔵となったが、1920年以来、プラド美術館に所蔵されている。

## 作品
バレンシア出身の画家ベルメホは、1474年にダロカに移り住んで以来、アラゴン特有のゴシック様式の中に油彩技法と初期フランドル派の様式を融合した。本作に描かれているシロスの聖ドミニクスは11世紀にシロス修道院を創設し、初代院長に就任した人物である。画面には司教職を表す数々の象徴が描かれており、ゴシック様式の司教座にその権威を伺い知ることができる。
司教座に彫られた色彩豊かな彫刻はキリスト教の「七元徳」 (古代ギリシアの「知恵」、「勇気」、「節制」、「正義」の4つの「枢要徳」に、『新約聖書』の「パウロ書簡」に見られる「信仰」、「希望」、「愛」の3つを加えたもの) を表しており、法衣にあしらってあるのは7聖人の図柄である。
きらびやかな背景の中にいる司教の顔と姿勢は威厳に満ち、彫刻と見まがうばかりの平静さで鑑賞者を正面からまっすぐに見据えており、聖人の人柄がひしひしと伝わってくるようである。一方、司教の外套、ミトラ (司教冠)、書物、司教杖の細密描写、金箔を貼った堂々とした司教座は、フランドル派美術の写実主義を反映している。